# La Liseuse (Fragonard)
Pour les articles homonymes, voir La Liseuse.
La Liseuse ou Jeune Fille lisant est une peinture à l'huile sur toile peinte par Jean-Honoré Fragonard vers 1770. Elle représente une jeune fille non identifiée assise de profil, vêtue d'une robe jaune citron avec un col et des poignets blancs et des rubans violets, lisant un petit livre tenu dans sa main droite. Le tableau est conservé à la National Gallery of Art de Washington, DC.

## Contexte
Jean-Honoré Fragonard a eu une longue carrière. Après avoir remporté le prix de Rome (France) en 1753 avec un tableau intitulé Jéroboam sacrifiant aux idoles, il devient l'un des plus grands peintres français du style rococo, qui utilise des couleurs claires, des motifs asymétriques, des courbes et des formes naturelles. Le style rococo émerge à Paris au XVIIIe siècle, plus précisément sous le règne de Louis XV, lorsque la haute société française connaît une nouvelle liberté sociale et intellectuelle. Petra ten Doesschate-Chu déclare : « Les aristocrates et les riches bourgeois se concentraient sur le jeu et le plaisir. La grâce et l'esprit étaient prisés dans les interactions sociales. Une nouvelle curiosité intellectuelle a donné naissance à un scepticisme sain envers les vérités bien connues. » Fragonard était surtout attiré par les vies enjouées et les amours de la jeunesse aristocratique de son époque.

## Histoire
Le tableau n'est pas une œuvre académique achevée, et est probablement passé entre les mains de plusieurs collectionneurs et marchands en France. Il appartenait au chirurgien Théodore Tuffier ; il arrive aux États-Unis avant 1930, faisant partie de la collection New Yorkaise d'Alfred W. Erickson, le fondateur de l'agence de publicité McCann Erickson. Sa femme Anna Edith McCann Erickson en hérite en 1936.
Le tableau est acheté par la National Gallery of Art en 1961 à la mort de Anna Edith McCann Erickson grâce à des fonds donnés par Ailsa Mellon Bruce, la fille d'Andrew Mellon, après le décès et en mémoire de son père. Ailsa Mellon Bruce est une mondaine bien connue de Manhattan, qui a acquis une reconnaissance dans le monde de l'art grâce aux nombreux dons généreux qu'elle a faits à divers musées et programmes artistiques.

## Description

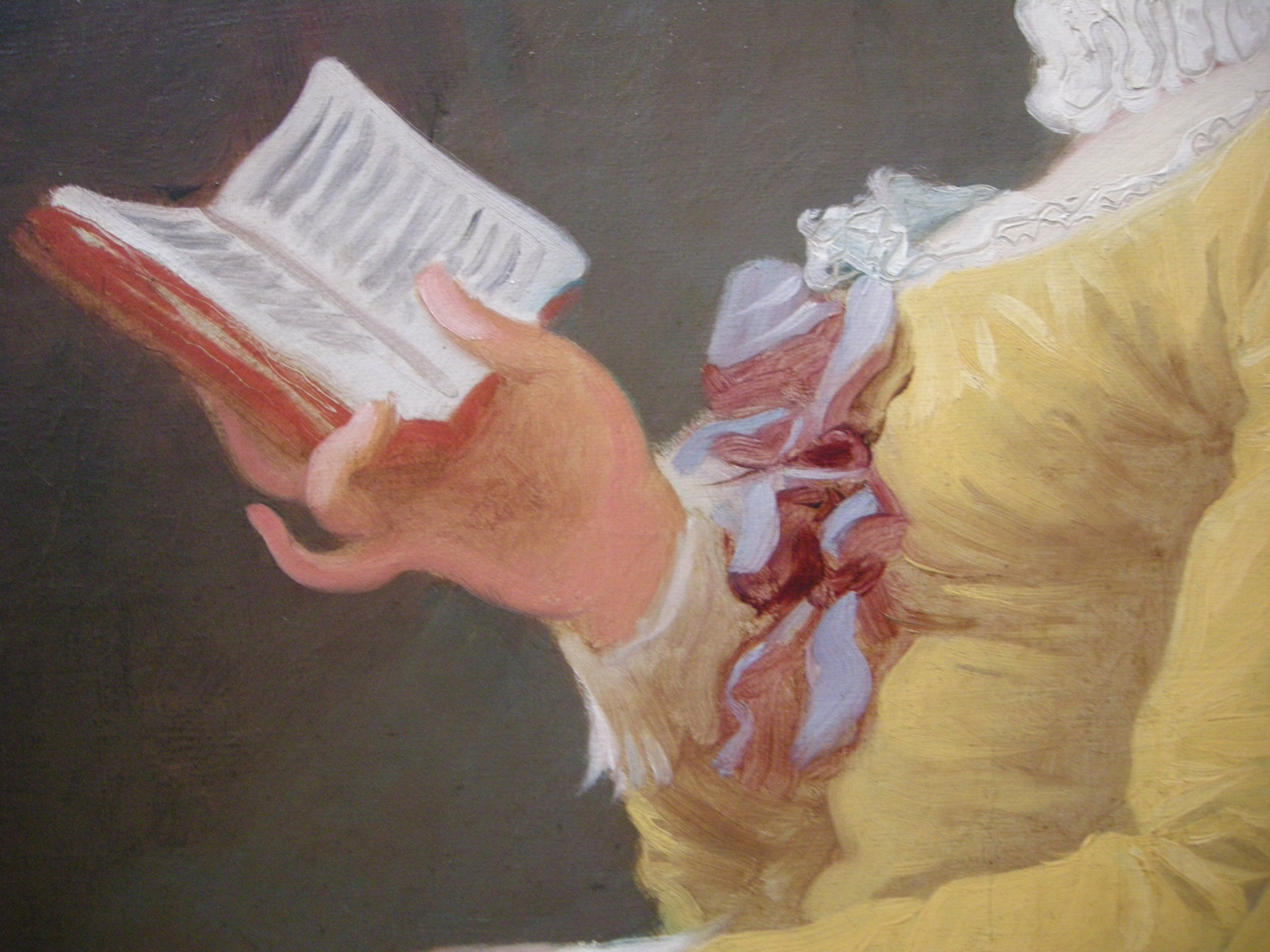
Détail.

La toile représente une jeune fille avec un livre à la main droite, l'autre accoudée sur un fauteuil et perdue dans sa lecture. Comparé aux autres tableaux de Fragonard, celui-ci est plus calme. C'est une scène d'érudition d'une jeune femme. La posture de sa main et de son dos (elle se tient très droite malgré le gros coussin) montre qu'elle a eu une éducation en matière de bienséance.

## Analyse
Dans La Liseuse, la couleur aide à transmettre l’émotion et l’humeur. Fragonard utilise une palette de couleurs typiquement rococo, composée de couleurs douces et délicates et de teintes dorées. La teinte violette de l'oreiller, les murs et l'accoudoir aux tons plus foncés, ainsi que la peau rosée et la robe jaune vif du sujet féminin contribuent à créer l'illusion de chaleur et de joie, ainsi qu'un sentiment de sensualité. Ces couleurs vives présentent un fort contraste avec le fond sombre et aident le spectateur à se concentrer sur les courbes et les contours de la forme féminine. La texture est créée par les coups de pinceau lâches, mais énergiques et gestuels de l'artiste, comme dans les volants de la robe de la jeune fille. Elle permet de créer de la profondeur et du contraste entre les différents éléments du tableau. Par exemple, les murs, la robe et l'accoudoir ont tous des textures différentes créées par différents types de coups de pinceau. Cette technique est remarquable par la variété des touches, qui en fait un bon exemple du jeu de pinceau rapide et vigoureux développé par Fragonard et parfois qualifié d'« escrime » par ses contemporains.

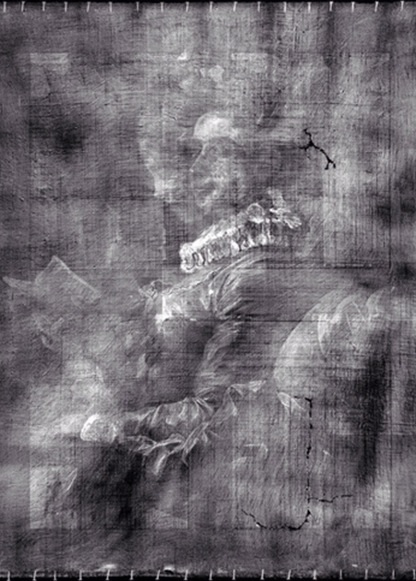
Radiographie du tableau montrant la pose originale.

L'œuvre est davantage une peinture de genre représentant une scène de la vie quotidienne qu'un portrait ; le nom du modèle n'est pas connu. La radiographie aux rayons X révèle que la toile représentait à l'origine une tête différente regardant vers le spectateur, sur laquelle Fragonard a peint, ,.
La Liseuse appartient à une série de tableaux rapidement exécutés par Fragonard représentant des jeunes filles, connus sous le nom de « figures de fantaisie ».